# شهرداری بالتیناوا
شهرداری بالتیناوا (به لاتین: Baltinava Municipality) یک شهرداری در کشور لتونی است. شهرداری بالتیناوا ۱٬۳۸۷ نفر جمعیت دارد.